# 屈涅
屈涅（法語：Cugney，法語發音：[kyɲɛ]）是法国上索恩省的一个市镇，属于沃苏勒区。

## 地理
屈涅（47°21'56"N, 5°43'8"E）面积11.39 平方千米，位于法国勃艮第-弗朗什-孔泰大區上索恩省，该省份为法国东部内陆省份，北起顺时针与孚日省、贝尔福地区省、杜省、汝拉省、科多尔省和上马恩省接壤。
与屈涅接壤的市镇（或旧市镇、城区）包括：阿夫里涅-维雷、邦布瓦永、沙尔塞讷、奥奈、特罗马雷、沃内尔、科隆比讷。
屈涅的时区为UTC+01:00、UTC+02:00（夏令时）。

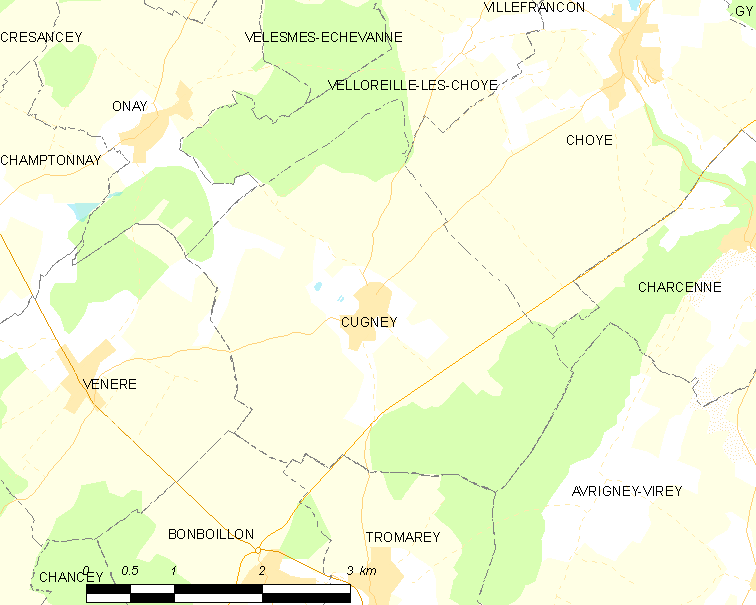
屈涅的OSM定位图

## 行政
屈涅的邮政编码为70700，INSEE市镇编码为70192。

## 政治
屈涅所属的省级选区为马尔奈县。

## 人口

1962-2008年间屈涅人口变化图示

屈涅于2022年1月1日时的人口数量为206人。